# Gottfried Galston

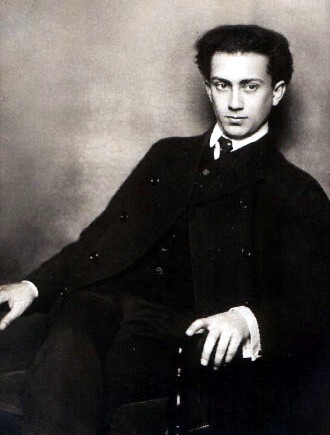
Gottfried Galston, fotografi av Nicola Perscheid.

Gottfried Galston, född 31 augusti 1879 i Wien, död 2 april 1950, var en österrikisk-judisk pianist.
Galston var elev till Theodor Leschetizky, konserterade med stor framgång i Europa, Amerika och Australien. 1903-05 var han lärare vid Sternska konservatoriet, och blev senare ledare för en musikskola i Saint Louis, USA.